# Egil Gjelland
Egil Gjelland (Voss, 12 november 1973) is een Noorse biatleet.
Hij maakte in 1995 zijn debuut in de Wereldbeker biatlon. Zijn beste resultaat in de eindstand van de wereldbeker is een zevende plaats in het seizoen 2000/2001. Hij behaalde tot nu toe (maart 2006) één individuele overwinning in een wereldbekerwedstrijd, namelijk in Östersund op 17 december 2004 in de achtervolging.
Gjelland heeft zich meermaals bewezen als een betrouwbare schakel in de aflossing. Hij werd olympisch kampioen met de Noorse aflossingsploeg op de Olympische Winterspelen 2002 in Salt Lake City, samen met Ole Einar Bjørndalen, Halvard Hanevold en Frode Andresen. In 1998 won hij reeds zilver op de aflossing in Nagano. In 2005 werd hij wereldkampioen op de aflossing.
Gjelland is gehuwd met Ann Elen Skjelbreid, de zuster van Liv Grete Skjelbreid Poirée.